# Ciclismo ai XVIII Giochi del Mediterraneo
Le gare di ciclismo ai XVIII Giochi del Mediterraneo si sono svolte il 27 e il 30 giugno 2018 sul circuito urbano di Vila-seca.
Gli atleti sono stati impegnati nella corsa in linea e in quella a cronometro. Per la prima volta nella storia dei Giochi è stata disputata una gara femminile a cronometro.

## Calendario
Il calendario delle gare è stato il seguente:
| ● | Finali |

| Giugno/Luglio |    |    |    |    |    |    |    |    |    |
| 22            | 23 | 24 | 25 | 26 | 27 | 28 | 29 | 30 | 1º |
|               |    |    |    |    | 2  |    |    | 2  |    |

## Risultati

### Uomini
| Evento                | Oro            | Tempo    | Argento            | Tempo  | Bronzo       | Tempo  |
| In linea (dettagli)   | Jalel Duranti  | 3:43'50" | Filippo Tagliani   | s.t.   | Rafael Silva | s.t.   |
| Cronometro (dettagli) | Edoardo Affini | 30'31"12 | Domingos Gonçalves | +0'06" | Izidor Penko | +0'22" |

### Donne
| Evento                | Oro                  | Tempo    | Argento         | Tempo  | Bronzo             | Tempo  |
| In linea (dettagli)   | Elisa Longo Borghini | 2:35'29" | Ane Santesteban | +3'18" | Erica Magnaldi     | +3'18" |
| Cronometro (dettagli) | Elena Cecchini       | 24'15"67 | Lisa Morzenti   | +0'47" | Antri Christoforou | +0'57" |

## Medagliere
| Posizione | Paese      | Oro | Argento | Bronzo | Totale |
| --------- | ---------- | --- | ------- | ------ | ------ |
| 1         | Italia     | 4   | 2       | 1      | 7      |
| 2         | Portogallo | 0   | 1       | 1      | 2      |
| 3         | Spagna     | 0   | 1       | 0      | 1      |
| 4         | Cipro      | 0   | 0       | 1      | 1      |
| 4         | Slovenia   | 0   | 0       | 1      | 1      |
| Totale    | Totale     | 4   | 4       | 4      | 12     |